# Sin reservas (película de 2007)
Sin reservas (título original en inglés, No Reservations) es una película de coproducción estadounidense y australiana  de 2007, dirigida por Scott Hicks, dentro del género de comedia dramática. Sus protagonistas son Catherine Zeta-Jones, Aaron Eckhart, Abigail Breslin y Patricia Clarkson. La película es una nueva versión de la cinta alemana del año 2001 Bella Martha (en español: Deliciosa Marta), aunque mantiene bastantes diferencias con la versión primitiva.

## Argumento
Kate Armstrong (Catherine Zeta-Jones) es una prestigiosa chef de cocina a cargo de un famoso restaurante que, debido al fallecimiento de su hermana en un accidente, se ve obligada a quedarse con la custodia de Zoe (Abigail Breslin), su sobrina de nueve años.
Al mismo tiempo, la aparición de Nick Palmer (Aaron Eckhart), como nuevo chef incorporado al personal del restaurante, toma decisiones audaces que generan una fuerte rivalidad. Kate deberá aprender a lidiar con la tensión que se produce cuando lentamente su rivalidad con Nick va transformándose en un romance.
El desafío final de Kate es aprender a conectarse con Zoe para tener una relación cercana y mostrarle su cariño, además de encontrar el modo de ser feliz junto a Nick.

## Reparto
- Catherine Zeta-Jones como Kate Armstrong.
- Aaron Eckhart como Nicholas Nick Palmer.
- Abigail Breslin como Zoe.
- Patricia Clarkson como Paula.
- Jenny Wade como Leah Scott.
- Bob Balaban como el terapeuta.
- Brían F. O'Byrne como Sean Paul.
- Celia Weston como la señora Peterson.
- Lily Rabe como Bernadette.
- Eric Silver como John.
- Arija Bareikis como Christine.
- John McMartin como Mr. Peterson.
- Zoë Kravitz como Charlotte.
- Matthew Rauch como Ken.
- Dearbhla Molloy como Anna.
- Stephanie Berry como Ellen Parker.
- Matt Servitto como un doctor.
- Yevgeniy Dekhtyar como el comerciante de trufas.
- Fulvio Cecere como Bob, el vendedor de pescado.
- Ako como el vendedor de verduras.
- Frank Santorelli como el vendedor de langostas.
- Arden Lewis como Arden, un cocinero.
- A.J. McCloud como A. J., un cocinero.
- Mario Morales como Mario, un cocinero.
- Monica Trombetta como Liz.
- Sam Kitchin como Mr. Mathews.
- Rob Leo Roy.
- Brian Luna como un aspirante a chef.
- David Wheir como un aspirante a chef.
- Joey Cee como un aspirante a chef.
- Roxanna Hope Radja como una aspirante a chef.
- Katherine Sigismund como la esposa de Ken.
- James Starace como un camarero.
- Jeanne Omlor como una camarera.
- Noah Petroski como el gemelo de Sean.
- Nicholas Petroski como el gemelo de Sean.
- Lorca Simons.
- Patrick Zeller como el marido de Leah.
- Gretchen Wiese como Mrs. Matthews.
- Ramón Fernández como Carlos.
- Angel Rosa como un ayudante de camarero.
- Ignacio Heredero como un ayudante de camarero.
- Albert Martínez como un ayudante de camarero.
- Hani Shihada.
- Akira Takayama como un cliente.
- John Borras como el encargado de la construcción.
- Philip Glass como un hombre en el restaurante.
- Chris Kerson como un hombre en el bar.
- Henry Kwan como el repartidor.
- Tristan Laurence como un chef.

## Recepción
La crítica y la impresión sobre la película fue algo dispar tanto para críticos como para el público dado que los indicios y sensaciones que el espectador recibe antes de entrar en la sala le hacen esperar encontrarse con una comedia romántica. Sin reservas no lo es, aunque tenga algunas pinceladas de humor para condimentar mejor el drama.
Si bien la cinta tiene aspectos románticos en juego, como la relación entre Kate y Nick, que va mutando lentamente entre la rivalidad y el amor, también habla sobre las complicadas relaciones entre una mujer a quien le cuesta expresar sus sentimientos fuera de su ámbito laboral, y el desafío que supone para ella y para una niña huérfana de madre construir una relación.